# Alberto Marcos Rey
Alberto Marcos Rey (Camarma de Esteruelas, 15 febbraio 1974) è un ex calciatore spagnolo, di ruolo difensore.

## Carriera
Marcos iniziò a giocare nelle giovanili del Real Madrid. Tra il 1993 e il 1995 collezionò 58 presenze in Segunda División con il Real Madrid B. Contemporaneamente fece parte anche della prima squadra, scendendo in campo quattro volte nella stagione 1993-94 e tre volte nella stagione successiva, in cui la squadra di Madrid vinse il campionato.
Nel 1995 approdò al Real Valladolid allenato da Rafael Benítez, che aveva già conosciuto Marcos al Real Madrid.
Marcos restò al Valladolid fino al 2010, diventando il giocatore con più presenze totali (471) e in campionato (438) nella storia del club.
Insieme a Luis Mariano Minguela detiene anche il record di stagioni giocate nel Valladolid (15).
Nella stagione 2003-2004 la squadra è retrocessa in Segunda División. È tornata in massima serie nel 2007 grazie alla vittoria del campionato, alla quale Marcos ha contribuito con 29 presenze e un gol.
Nell'estate del 2010, dopo la retrocessione del Valladolid, è passato all'Huesca, in Segunda División. Ha concluso la sua stagione in Aragona con 33 presenze e nessun gol.
Nell'estate del 2011 si è ritirato dal calcio giocato ed è diventato un dirigente del Real Valladolid.

## Palmarès

### Club

#### Competizioni nazionali
- Supercoppa di Spagna: 1

Real Madrid: 1993
- Campionato spagnolo: 1

Real Madrid: 1994-1995
- Segunda División spagnola: 1

Valladolid: 2006-2007

#### Competizioni internazionali
- Coppa Iberoamericana: 1

Real Madrid: 1994